# Josep Maria Gil-Vernet i Vila
Josep Maria Gil-Vernet i Vila (Barcelona, 9 de desembre de 1922 - 5 de març de 2020) fou un uròleg català. Nascut en una família de metges. El seu pare, Salvador Gil i Vernet, era catedràtic d'Anatomia i un prestigiós uròleg, i el seu oncle patern, Emili Gil Vernet, era especialista en ginecologia i obstetrícia, catedràtic d'aquesta disciplina des de l'any 1958 fins a la seva mort (1970) i també iniciador d'una nissaga de ginecòlegs.

## Biografia
Es llicencià en Medicina a la Universitat de Barcelona i es doctorà a la de Madrid (1951). Fou deixeble directe del seu pare i s'especialitzà en urologia l'any 1956. Fou cap del Servei d'Urologia de l'Hospital Clínic de Barcelona i l'any 1972 fou nomenat catedràtic extraordinari d'Urologia i dirigí l'escola professional a partir de 1973. En col·laboració amb Antoni Caralps i Riera, realitzà el primer trasplantament de ronyó a Espanya (1965). També fou l'autor del primer trasplantament mundial de testicle humà, intervenció que realitzà ajudat d'un equip de vint especialistes (1978). Amb Laureano Fernández-Cruz realitzà el primer trasplantament de pàncreas i ronyó realitzat a l'Estat Espanyol l'any 1983. Fou vicerector de la Universitat de Barcelona de 1973 a 1980.
Al complir 65 anys es jubilà dels seus càrrecs a l'Hospital Clínic i Provincial i fou succeït l'any següent pel seu deixeble Pablo Carretero. Això no significà la interrupció de la seva activitat professional: setze anys després segueix treballant a la Clínica Teknon de Barcelona i a altres institucions sanitàries catalanes. Fou nomenat professor emèrit de la Universitat de Barcelona (1988) i també ha estat docent de la Universitat Autònoma de Barcelona des de l'any 1994.
Gil-Vernet ha realitzat nombroses aportacions en el camp de la tècnica urològica que han contribuït a millorar el pronòstic de nombroses afeccions i a fer l'especialitat més eficaç i més segura. Sense voler abastar l'exhaustivitat, cal recordar la substitució de la bufeta per segments de còlon en el tractament de les neoplàsies i tuberculosis vesicals (colocistoplàstia), l'abordatge intrasinusal de la litiasi renal, la utilització de tota la via urinària del receptor en el trasplantament renal, una nova via d'accés retroperitoneal als vasos esplènics, la cirurgia renal sota hipotèrmia, el trasplantament ortotòpic de ronyó, la cirurgia renal extracorpòria per malalties vasculars, tumorals i congènites que afectessin al ronyó i les vies urinàries, el disseny d'instruments quirúrgics, un mètode per obtenir la tercera dimensió intraoperatòria en les intervencions de ronyó litiàsic, la introducció de la microscopia intraoperatòria en urologia i andrologia o les tècniques de microcirurgia, entre d'altres. Les seves contribucions no s'han aturat després de la seva jubilació, com ho demostra el seu treball en la cirurgia reconstructiva uretral en pacients paraplègics: emprant penjolls de l'escrot, Gil-Vernet ha aconseguit substituir la uretra danyada amb èxit, el que suposa la solució d'aquestes greus lesions que causen un deteriorament de la qualitat de vida dels paraplègics i que els pot conduir fins i tot a la mort.
Gil-Vernet ha estat també un home innovador en el camp de la docència. Inicià els Cursos Internacionals d'Urologia que arribaren a aplegar en les seves darreres edicions més de 2.000 participants, que podien seguir en directe en el Palau de Congressos de Barcelona les intervencions realitzades a l'Hospital Clínic. És autor de més de noranta pel·lícules científiques de gran qualitat, reconeguda en alguns casos amb la concessió de premis internacionals, com la Medalla d'or al Primer Congrés Mundial de Cinema Científic i el primer premi Golden Eagle.
Encara que poc amic de guardons i recompenses, no ha pogut evitar rebre'n alguns de molt prestigiosos, com el Premi Nacional de Cirurgia (1967), la Medalla d'Or de la Fundació Catalana per a la Recerca (1997), la Medalla d'Or de la Societat Catalana de Trasplantament (1999), el nomenament de Commendattore dell'Ordine al Merito pel President de la República Italiana (1974) o la Gran Cruz de la Orden Civil de Sanidad (1985). És, a més, professor visitant de diferents universitats espanyoles i estrangeres i acadèmic de la Reial Acadèmia de Medicina de Catalunya. Ha rebut els Premis Narcís Monturiol (1986) i Josep Trueta (1999) de la Generalitat de Catalunya, així com la prestigiosa medalla Francisco Díaz de l'Asociación Española de Urología (2002). El mes d'abril de 2001, el Saló d'Invencions de Ginebra va concedir la medalla d'or a una invenció de Gil-Vernet denominada ‘Pròtesi regulable per a la correcció de la incontinència urinària' (Oficina Española de Patentes y Marcas) amb la que ha aconseguit fer desaparèixer la pèrdua d'orina en dones en les que han fracassat els tractaments quirúrgics.

## Les operacions de Gil-Vernet
Josep Maria Gil-Vernet fou conegut per diverses intervencions que porten el seu nom. De fet, més de 40 procediments estan associats al seu nom. Ens estendrem només en tres d'elles, la pielotomia extensa, la trigonoplàstia o operació antireflux i l'autoplàstia vesical amb un penjoll vesical posterosuperior.
L'any 1965 Gil-Vernet publicà un exhaustiu article en el qual, sota el títol de New surgical concepts in removing renal calculi, revisava la situació de la cirurgia per la litiasi renal. L'article començava amb unes frases definitòries de l'opinió de l'autor sobre el tema: "Hem d'acceptar que les tècniques que avui emprem per al tractament quirúrgic de la litiasi renal no sempre permeten una extracció segura i fàcil dels càlculs. No sempre són innòcues pel ronyó i deixen un nombre considerable de complicacions postoperatòries...". A continuació, Gil-Vernet criticava els procediments quirúrgics habituals, com la lumbotomia obliqua, l'exteriorització del ronyó de la seva càpsula i la pielotomia vertical, amb esment de les complicacions derivades d'aquests procediments. L'article seguia amb una descripció de la seva tècnica quirúrgica basada en la lumbotomia vertical posterior, la cirurgia renal in situ, l'abordatge intrasinusal de la pelvis i dels calices renals, la pielotomia transversa i la calicotomia longitudinal. Les novetats de Gil-Vernet eren precisament l'abordatge del sinus renal que es realitzava de forma extracapsular, el que permetia una visibilitat superior del sinus renal i l'accés a tots els calces fins al fòrnix, l'absència de sagnat pel parènquima i els conductes excretors, la localització visual dels càlculs dels calces i l'extracció de càlculs coral·liformes inarticulats en una sola peça. La tècnica segons les paraules del mateix Gil-Vernet: "La tècnica que presentem és extremadament simple. Consisteix a identificar la unió ureteropelviana portant cap al ronyó el teixit cel·lular peripelviana amb l'ajuda d'unes tisores romes molt corbades. Mitjançant la dissecció roma s'allibera l'adventícia pelviana del teixit cel·lular adipós peripelviana. Les tisores han de contactar directament amb l'adventícia. En el moment d'entrar per sota del diafragma capsular, les tisores s'obriran de forma enèrgica per esquinçar el cercle diafragmàtic que ofereix escassa resistència. En aquest moment ens trobem a l'entrada del sinus al col·locar un retractor adient que estira la massa del teixit adipós peripelviana, la cara interna de la part posterior del ronyó i els vasos retropelvians: tot el bloc pot enretirar-se cap amunt sense perill d'esquinçar el parènquima, el qual, protegit per la càpsula i el greix peripelvià té una gran resistència i elasticitat. En aquest moment una gasa humida i desplegada s'introdueix progressivament en el sinus fins a omplir-lo, després es retira i es col·loca un altre retractor de la mateixa mida o inferior [els retractors de Gil-Vernet]. Amb ambdós retractors s'aixeca fermament la part posterior del ronyó la qual cosa fa girar l'òrgan, de manera que l'espai sinusal s'ofereix perpendicularment al cirurgià amb una visió completa de la pelvis i de la cara posterior dels calices majors. Quan la manipulació es realitza correctament, no provoca cap sagnat...".
Aquesta descripció de Gil-Vernet revolucionà la intervenció de la litiasi renal i obrí un nou camp en la possibilitat de la cirurgia reconstructiva de les vies excretores renals. Més endavant, Gil-Vernet descrivia la segona part de la cirurgia amb la fase d'incisió de la pielotomia transversa intrasinusal. Rebutjava la incisió vertical emprada fins aleshores per poc anatòmica i per les complicacions derivades d'aquesta maniobra quirúrgica. Basant-se en els seus coneixements anatòmics, Gil-Vernet defenia la pielotomia transversa realitzada en la mateixa direcció de la musculatura pièlica que, si era realitzada en la part superior de la pelvis, permetia una visió de l'entrada dels calices, el que facilitava la seva exploració. A més, l'exploració permetia detectar la presència d'una estenosi i realitzar una pieloplàstia correctora. Segons Gil-Vernet, la pielotomia transversal reduïa el nombre i la gravetat de les complicacions, impedia la pèrdua d'orina i reduïa significativament la durada de l'hospitalització. Gil-Vernet acabava el seu article històric afirmant que "aquest nou tipus de cirurgia és un procediment segur per la litiasi renal: indubtablement és menys traumàtic, més selectiu, més eficaç i més segur que els emprats fins ara". El temps li ha donat la raó.
Una altra contribució de Josep Maria Gil-Vernet fou la tècnica per la correcció del reflux vesicoureteral. L'any 1984 publicà un article amb el títol A new technique for surgical correction of vesicoureteral reflux4 on descrivia un nou procediment quirúrgic per tractar el reflux vesicoureteral. Fins aleshores –i encara avui en molts centres– la correcció d'aquesta anomalia comporta la dissecció de l'urèter afectat i la reimplantació, amb la dificultat que aquest procediment genera. Gil-Vernet proposava un procediment molt més simple i ràpid.
Gil-Vernet emprà en aquest cas els coneixements anatòmics derivats del treballs del seu pare i dels deixebles d'aquest, com Ruano. Assenyalava que existia un megatrígon associat al reflux i que les fibres muscular intrínseques de l'urèter transmural podien proporcionar l'acció esfinteriana que evitaria el reflux. A més, la conservació de la musculatura de l'urèter terminal podia ser important en la prevenció del reflux. Tenint en compte aquestes consideracions, Gil-Vernet va proposar una plica del trígon vesical amb la que es reduïa l'espai entre la unió ureterovesical; això era suficient per prevenir el reflux. Aquest simple procediment fou emprat en casos de reflux uni i bilateral amb un notable èxit: un estudi publicat quinze anys després mostrava que la freqüència de reflux contralateral era molt superior en el procediment de reimplantació ureteral (26%) comparat amb el de Gil-Vernet (6%).
L'any 1988 Gil-Vernet dirigí la seva atenció a la correcció de les fístules vesicovaginals. El problema eren aquelles situacions que implicaven operacions complexes, complicades i amb reoperacions múltiples, així com les que causaven canvis importants en el teixit perifistulós i que es trobaven prop del meat ureteral o del coll vesical, les que havien causat canvis importants en la capacitat de la bufeta o les degudes a alteracions per irradiació. Gil-Vernet descriví un procediment pel tractament d'aquestes fístules complexes.
Gil-Vernet i cols. proposaven una incisió transversal en la cúpula de la bufeta per obtenir una bona imatge de les lesions. Col·locaven lligadures a l'orifici fistulós i en el teixit fibrós; l'excisió havia d'ampliar-se fins al teixit ben vascularitzat i a la paret sana de la bufeta. Durant el procés de dissecció de les capes de teixit implicat en la fístula, el pla entre les parets vaginals i de la bufeta havia de ser separat acuradament. Pel tancament de l'àrea ressecada es col·locava un penjoll obtingut mitjançant una incisió bilateral, simètrica i divergent des de la part superior de la lesió dirigida cap a la cúpula de la bufeta. Finalment, una incisió a través del cul-de-sac permetia l'avançament del penjoll. El penjoll amb la base superior ampla era portat avall fàcilment en direcció al coll de la bufeta i aproximat amb sutures unicapa. Aquest procediment ha estat emprat per nombrosos cirurgians des d'aleshores i alguns d'ells han descrit un èxit important.
Les intervencions de Gil-Vernet suposaren la millora de molts procediments quirúrgics que s'acompanyaven prèviament de complicacions notables. Algunes amenaçaven directament la vida del malalt, d'altres el sotmetien a una degradació de la seva qualitat de vida. Del bon coneixement anatòmic, la magnífica tècnica quirúrgica i la imaginació sorgiren les solucions a problemes freqüents i difícils de resoldre. De vegades foren noves vies d'abordatge quirúrgic, d'altres nous procediments, instruments o dispositius, però sempre amb el mateix objectiu: permetre que l'actuació de l'uròleg millori el pronòstic de les malalties i que els pacients puguin fruir de la millor qualitat de vida. No és estrany que Llobera consideri a Josep Maria Gil-Vernet com ‘un dels uròlegs més eminents del segle XX'.